# Hajdučki Kukovi
Hajdučki Kukovi är en bergstopp i Kroatien.   Den ligger i länet Lika, i den centrala delen av landet, 140 km sydväst om huvudstaden Zagreb. Toppen på Hajdučki Kukovi är 1 623 meter över havet, eller 58 meter över den omgivande terrängen. Bredden vid basen är 0,39 km.
Terrängen runt Hajdučki Kukovi är kuperad åt sydost, men åt nordväst är den bergig. Runt Hajdučki Kukovi är det mycket glesbefolkat, med 4 invånare per kvadratkilometer. Närmaste större samhälle är Popovača, 19,2 km sydost om Hajdučki Kukovi. I omgivningarna runt Hajdučki Kukovi växer i huvudsak blandskog.